# Mike Möller
Mike Möller ist ein deutscher Stuntman, Schauspieler, Kampfszenen-Choreograph und Produzent. 

## Leben
Mike Möller wuchs in Thüringen auf und begann als Kind bereits mit Kraft-, Konditions- und Kampfsporttraining. Während seiner Berufsausbildung trainierte er in einem Taekwondo-Studio und drehte zusammen mit Freunden eigene kleine Kampfsportfilme. Seine professionelle Karriere als Stuntman begann im Jahr 2000, als er mit Donnie Yen zusammenarbeitete. Danach arbeitete er für viele nationale und internationale Regisseure sowie Stunt-Koordinatoren. 2003 wurde er für den Taurus World Stunt Award in der Kategorie BEST FIGHT aus dem Film Halbtot – Half Past Dead nominiert.
2012 brachte Möller seinen ersten eigenen Independent-Kampfsportfilm Urban Fighter (aka Street Gangs) heraus und gewann beim Movieville International Film Festival den Award für BEST ACTION FILM. Noch im selben Jahr spielte er neben Fred Williamson und Lorenzo Lamas eine Hauptrolle in dem Actionfilm Atomic Eden. Sein zweiter Independent-Kampfsportfilm One Million K(l)icks folgte 2015. 2016 wird mit Ultimate Justice sein dritter eigen produzierter Film veröffentlicht, in dem auch Mark Dacascos und Matthias Hues mitspielen.
Möller ist Mitglied der German Stunt Association.

## Filmografie (Auswahl)
- 2023: The Expendables 4 (Expend4bles)
- 2025: Tatort: Solange du atmest